# Phloeopsis viridescens
Phloeopsis viridescens är en skalbaggsart som först beskrevs av Dillon 1952.  Phloeopsis viridescens ingår i släktet Phloeopsis och familjen långhorningar.
Artens utbredningsområde är Fiji. Inga underarter finns listade i Catalogue of Life.